# Thanrädl

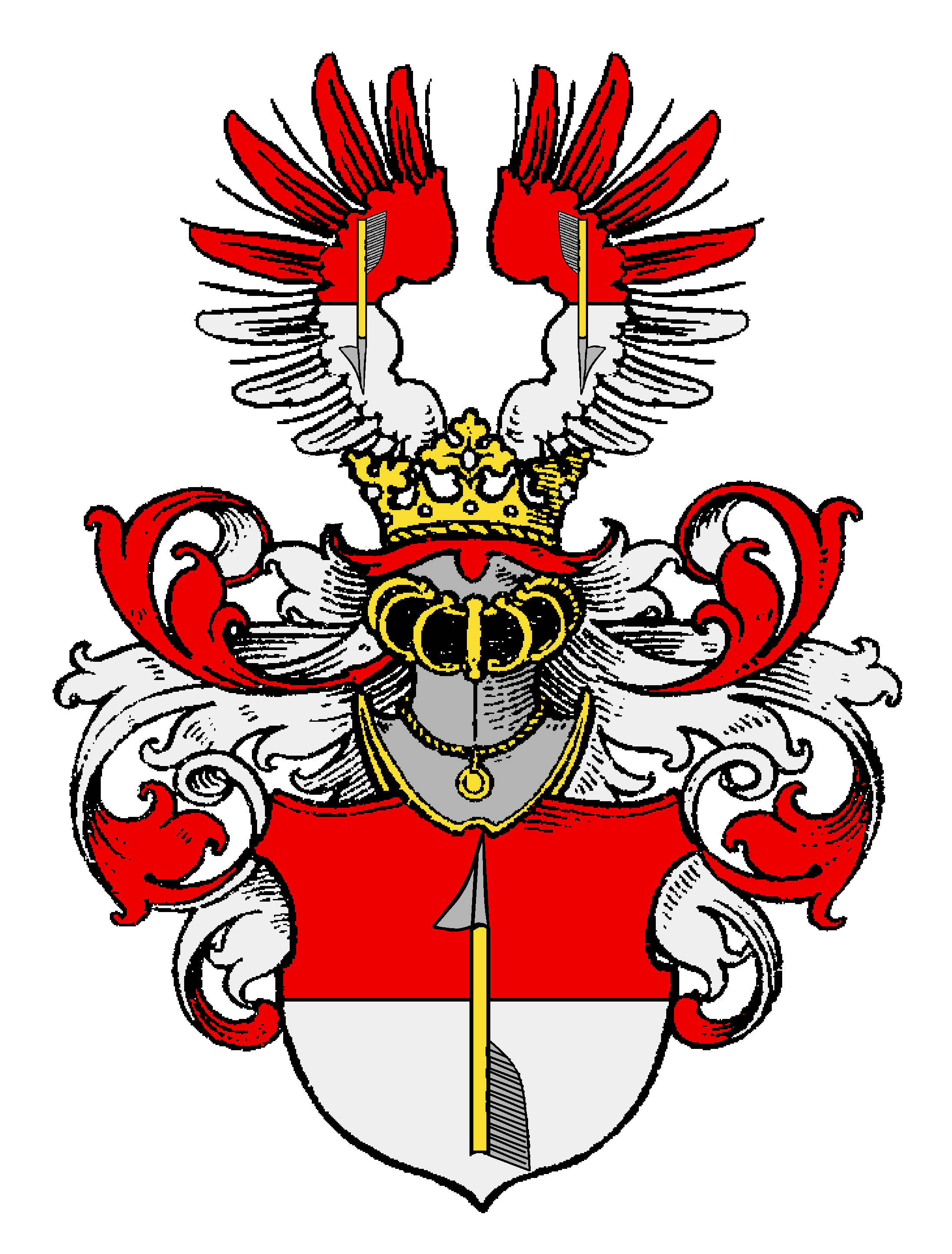
Stammwappen der Thanrädl

Die Thanrädl (auch Thannrädl, Thanrädel, Thonrädl, Thonradl) sind ein altes Salzburgisches Adelsgeschlecht, das im 16. Jahrhundert in den Freiherrnstand erhoben wurden und unter Maximilian I. nach Österreich kam. Die österreichische Linie erlosch im 18. Jahrhundert.

## Geschichte
Die Thanrädl stammen aus Salzburg und kamen unter Maximilian I. nach Österreich. Wolfgang I. (1475–1535) war Verordneter und kaiserlicher Rat und Herr auf Thernberg und Rechberg. Sein Sohn Andreas I. (1509–1566), ebenfalls kaiserlicher Rat und 1565 Regent der Niederösterreichischen Lande, konnte sein Erbe um Johannstein und Stranzendorf (bei Rußbach) erweitern. Später gehörte ihnen auch Ebergassing und Wienerherberg.
Im Zuge der Auseinandersetzungen zu Beginn des Dreißigjährigen Krieges emigrierten manche evangelische Mitglieder nach Deutschland, so 1643 nach Obersachsen. Andreas II. Thanrädel wurde sogar geächtet und verlor seine Güter.
Im 18. Jahrhundert erlischt die österreichische Linie dieses Adelsgeschlechts.

## Persönlichkeiten
- Wolfgang I. (* 1475; † 1535), der Sohn des Stammvaters Henrich, Verordneter und kaiserlicher Rat, Herr von Thernberg und Rechberg. Dessen Sohn war:

- Andreas I., Ritter, (* 1509; † 2. Februar 1566), kaiserlicher Rat und 1565 Regent der Niederösterreichischen Lande, Herr auf Thernberg 1542, Johannstein, Rechberg und Stranzendorf. Sein zweiter Sohn war:

- Baltasar Christoph I. (* 1535; † 25. Dezember 1600), zuletzt Hofkammer-Rat und Obersilber-Kämmerer, Herr zu Thernberg, Rechberg und Ebergassing, Freiherr 11. Jänner 1597. Seine Söhne waren:

- Andreas II. (* 1572; † 1625), Evangelischer Verordneter in Wien, am 12. September 1620 geächtet. Ebergassing, Wienerherberg und ein Haus in Wien werden als verfallene Güter eingezogen.

- Heinrich Christoph (* 1576; † ), General-Proviantmeister in Österreich und Hofkammer-Rat, Herr auf Johannstein und Rechberg.

- Baltasar Christoph II. (* 1584,† um 1638) lebte ab 1627 in Ödenburg.

## Wappen

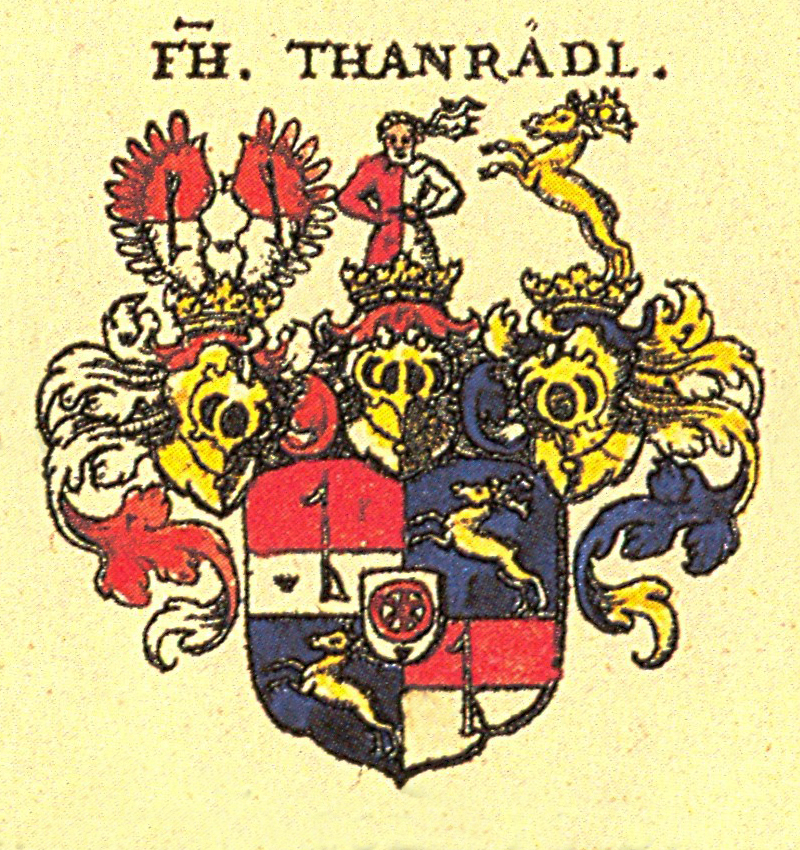
Wappen der Freiherrn von Thanrädl

### Stammwappen
Von Rot und Silber quergeteilt und mit einem aufrechtstehenden Pfeil belegt, dem an der linken Seite die eiserne Spitze und an der rechten die Befiederung fehlt. Auf dem Helm mit rot-silbernen Decken ein rot-silbern geteilter, offener Flug, belegt mit dem Pfeil des Schildes, jedoch gestürzt.

### Freiherrnwappen
Silberner Herzschild mit rotem Rad mit fünf oder sechs Speichen, 1 und 4 von Rot und Silber quergeteilt und mit einem aufrechtstehenden Pfeil belegt, dem an der linken Seite die eiserne Spitze und an der rechten die Befiederung fehlt und der die abwechselnden Tinkturen des Feldes führt (Stammwappen), 2 und 3 ein laufender goldener oder ein Tannenhirsch von natürlicher Farbe mit goldenem Geweih, wohl auch ein silberner Hirsch in vollem Sprung.

## Stammliste
nach Karl Graf Kuefstein: Studien zur Familiengeschichte, 3. Teil
A1. Henrich († 1494) ⚭ Amalia Pelchinger in Salzburg
B1. Wolfgang(us) (* 1475, † 1535), auf Thernberg und Rechberg, Verordneter u. kais. Rat ⚭ Margaretha Dietherin (Dickherin) auf Thernberg,
C1. Andreas I. (* 1509, † 2. Feb. 1566), Ritter, kais. Rat u. 1565 Regent der Niederöst. Lande, Herr auf Thernberg 1542, Johannstein, Rechberg u. Stranzendorf ⚭ 9. Jän. 1530 (1529) Margaretha, Tochter des Leonhard III. von Harrach, stirbt als Witwe
D1. Wolfgang (* 1531, † 1595 (1587)), 1587 ständischer Raitherr ⚭ Anna Maria Weltzer von Spiegelfeld († 1597), keine Kinder
D2. Baltasar Christoph I. (* 1535, † 25. Dez. 1600), Herr zu Thernberg, Rechberg und Ebergassing, Truchseß, Regimentsrat, Statthalteramt und Ober- u. Unter-Landmarschallamt, Kammerrat, 1595 Hofkammerrat u. Obersilber-Kämmerer. Freiherrnstand 10. Sept. 1596 (11. Jän. 1597) ⚭ 8. Feb. 1568 Afra von Teufel († 2. Feb. 1594)
F1. Christina, (* u. † 1569)
F2. Marusch, (* 1569)
F3. Justina, (* 1570, † 1577)
F4. Regina
F5. Andreas II. (* 1572, † 1625) Evangel. Verordneter in Wien, 12. Sept. 1620 geächtet, Güter eingezogen ⚭ I: 1. Feb. 1598 Maria Magdalena, Freiin von Burckmülching († 1598), II: 1599 Agnes von Künneritz (1607)
G1 [II] Afra Elisabeth
G2 [II] Otto Henricus, stirbt als Kind
G3 [II] Otto Julius
G4 [II] Juliana Praxedis
G5 [II] Maria Margareta, stirbt als Kind
F6. Hans Georg (* 1573, † 1577)
F7. Wolfgang (* 1574, † um 1638), 9. Dez. 1619 Kriegsrat und Oberst ⚭ I: Barbara von Könneritz, ⚭ II: Margaretha von Dietrichstein. keine Kinder?
F8. Elisabeth, (* 1575)
F9. Sibylla
F10. Heinrich Christoph (* 1576), 1602 in Siena, 1. Juni 1609 bis 1623 Regimentsrat, General-Proviantmeister in Österr., Hofkammerrat, 16. Nov. 1619 Verordneter. Herr auf Johannstein und Rechberg ⚭ I: 14. Feb. 1605 (11. Feb. 1605) im NÖ Landhaus, Maria von Innpruckh, verwitwete von Khünigsberg ⚭ II: 16. Nov. 1616 in München Elisabeth, Tochter des Oberst Friedrich von Gaißberg, (1632 Witwe, geb. von Geyersberg?) keine Kinder?
F11. Maria (* 1578)
F12. Susanna (* 1579)
F13. Mathias (* u. † 1580)
F14. Anna (* u. † 1582)
F15. Barbara (* 1583, † 1607)
F16. Baltasar Christoph II. (* 1584?,† um 1638) 3. Mai 1616 am Landtag, lebte 1627 in Ödenburg. Herr auf Thernberg, Rechberg, Stranzendorf und Ebergassing. ⚭  um 1600 Eva Maria Khuffstainer  (* um 1580, † um den 12. Dez. 1651 in Wr. Neustadt), Tochter von Johann Georg Kuefstein (1536–1603) und Anna Kirchberger von Kirchberg (1559–1615) (Testament der Eva Maria 25. Dez. 1642, Publ. 22. Dez. 1651)
G1. Georg Christoph († 13. Okt. 1665), Herr auf Thernberg etc., erbt am 10. Mai 1639 Rechberg und Stranzendorf von seinem Onkel Wolfgang, Kriegsrat und Oberst, 24. Mai 1650 verkauft er Rechberg an seinen Onkel H. Ludwig Graf Kuefstein, 1659 Indigenat von Ungarn, 15. Dez. 1665 Testament ⚭ I: Regina Händl auf Eggendorf, ⚭ II: vor 28. Sept. 1638 Christina von Puechhaimb, Testament 11. Okt. 1654, ⚭ III: Sidonia Elisabeth von Prösing, verkauft am 23. Aug. 1679 Thernberg an Pleyern
H1. Christoph Ehrenreich, Sohn und Erbe, stirbt unvermählt
H2. Christina Elisabeth ⚭ Pflug auf Löbnitz
H3. Johanna Esther ⚭ Janus von Eberstadt
H4. Dorothea Sibylla ⚭ Adam von Witzleben
H5. Johann Friedrich ⚭ Aa. (Anna, Afra?) Sofia von Erffa, stirbt kinderlos
G2. Wolf Christoph, in der Liste der Evangelischen bei den Westphälischen Friedens-Verhandlungen, angeblich emigriert ⚭ 1653 in Regensburg Maria Afra, Tochter des H. Lorenz II. von Kuefstein
G3. Anna, stirbt jung
F17. Esther (* 1585, † 1586)
F18. N. (* und † 1587)
F19. Afra (* 1589) ⚭ 24. Okt. 1610 Freiherrn von Hofmann, Erbmarschall in Steyer 1607?
D3. Barbara (* 1540 (1530)) ⚭ 1560 Georg von Apfaltern auf Ebergassing
D4. Margarita, (* 1544) ⚭ 1566 Johann Heinrich von Brandis († 1569)
D5. - D9. außerdem noch 6 jung verstorbene Kinder
B2. Balthasar (* 1481, † 1527 oder 1534) Anwalt in O.Ö. (und Oberst), ⚭ 10. Juni 1525 Juliana Hochenwarter, Hofdame der Königin Anna.
C1. Barbara (1531, † 1562) ⚭ Christoph von Lamberg, Ritter
B3. Apollonia (* 1477) ⚭ N. von Fräncking
- Angaben zu Kuefsteinern: auf genealogy.euweb.cz
- Anmerkung: andere Angaben in Klammer